# Autopista 30 (Quebec)
La A30, también conocida como Autoroute de l'Acier (en castellano, autopista del acero) es una autopista de Quebec, Canadá. Su construcción comenzó en los años 60 con el objetivo de reemplazar a la carretera 132 de Quebec como arteria principal que comunicara la zona del río San Lorenzo de South Shore en Montreal. Originalmente era conocida como Highway 3.

## Construcción
En septiembre de 2008, se adjudicaron las obras de mejora y ampliación de la carretera A30 de Canadá. La concesionaria fue Nouvelle Autoroute 30, participada a un 50% por las empresas españolas ACCIONA y ACS, a través de sus filiales Acciona Nouvelle Autoroute 30 y ACS Infrastructure Canada, mientras que el consorcio de construcción estuvo formado por Dragados Canadá (40%), Acciona Infrastructure Canada (40%) y dos constructoras locales: Aecon (16%) y Verreault (4%). El contrato firmado incluía el diseño, construcción y financiación de un tramo de autovía con dos carriles en cada sentido y una longitud de 42 kilómetros entre Vaudriel-Dorion y Châteguay, más la posterior explotación de 74 km., compuestos por el tramo construido más 30 kilómetros adicionales. Gracias a esta mejora, la A30 conecta con las carreteras A20 y A540 que llegan de Toronto y Ottawa y que convergen precisamente en Vaudriel-Dorion.
La inversión del proyecto fue de 1.580 millones de dólares canadienses (en torno a unos 1.250 millones de euros). Además del capital que aportaron los socios, la obra fue financiada por un subsidio a la construcción del Gobierno de Quebec y del Gobierno Federal de Canadá con un crédito sindicado de 804 millones de dólares canadienses. Por otra parte, los ingresos durante la operación llegarían a través de pagos por disponibilidad del Gobierno de Quebec y del cobro de peaje en el puente sobre el río San Lorenzo.
El principal objetivo de estas obras era la circunvalación de la zona sur del área metropolitana de Montreal para reducir el número de vehículos que atravesaba la isla donde se encuentra la segunda ciudad más importante de Canadá y disminuir el tiempo del trayecto, ahorrando más de 30 minutos. Además, potenciaría el desarrollo económico de una parte importante del sur de Montreal con la creación de unos 19.000 puestos de trabajo directos e indirectos y se reduciría la emisión de gases contaminantes como el dióxido de carbono.
Gracias a la colaboración de las autoridades locales, provinciales y federales se pudo desarrollar un proyecto con el que causar el menor impacto posible al medio ambiente de la zona, incluyendo la fauna y flora, las comunidades o los conductores. Durante la fase de construcción, se intentaron reducir los residuos a través de la reutilización de materiales sacados de la excavación y usando materiales reciclados.
Las obras tuvieron lugar entre 2009 y 2012. Después de más de tres años de trabajo, el 15 de diciembre de 2012 se inauguró el nuevo tramo con la posterior puesta en marcha. Tras la finalización de las obras, Acciona continúa trabajando con el gobierno canadiense a través del desarrollo de los trabajos de mantenimiento y reparación en la carretera A30 hasta 35 años después de haberse concluido.
Tres singularidades marcan la construcción de la carretera canadiense: el túnel de 190 metros de longitud que pasa por debajo del canal de Soulanges y dos puentes. El primero, que pasa por encima del río San Lorenzo, mide 1.860 metros, y el puente sobre el canal de Beauharnois, que, con 2.550 metros de longitud, se ha convertido en el de mayor longitud de empuje en un vano de América del Norte y el de mayor longitud empujada en el mundo.
Túnel bajo el canal de Soulanges
Realizado en hormigón y sin juntas de dilatación, la estructura de este túnel que pasa por debajo del canal de Soulanges es un falso túnel ampliado a los dos lados por una estructura de sección abierta en forma de U que genera los dos accesos al mismo. Antes del inicio de las obras, se tuvo que cortar el paso de agua en el canal mediante coferdanes aguas arriba y aguas abajo del túnel. Además, para que los dos lados del túnel estuvieran conectados durante todo el proceso de construcción, se necesitó una tubería de acero de 1,20 metros de diámetro.
Puente sobre el río San Lorenzo
Se trata de un puente con una longitud de 1.860 metros con 42 tramos, 38 de los cuales tienen una longitud de 45 metros. Los cuatro restantes, que se encuentran en los extremos, miden 31 metros. El puente cuenta con dos tableros independientes de 12,57 metros de ancho, cada uno con dos calzadas por tablero que se encuentran separados por 3 metros, gracias al apoyo de 82 pilas y cuatro pilares.
El puente sobre el río San Lorenzo atraviesa un tramo totalmente regulado con presas aguas arriba y aguas abajo sin ningún tipo de tráfico fluvial, por lo que se optó por un diseño con gran regularidad de vanos y altura de pilas. Los 42 vanos están agrupados de 5 en 5 para conseguir configurar tableros que están independizados por juntas de dilatación cada 255 metros.
La cimentación se hizo mediante zapatas directas y micropilotes. Para poder realizar las cimentaciones y las pilas se utilizaron penínsulas temporales que permitieran el acceso terrestre a las pilas de buena parte del río. Debido a cuestiones medioambientales, la parte central del río se mantuvo libre y los trabajos en la zona se ejecutaron desde barcazas.
Las pilas de viaducto miden entre 7 y 8 metros y se construyeron in-situ a través de encofrados circulares metálicos preparados para ejecutar el fuste en una sola puesta. Por otro lado, el montaje de vigas se realizó de manera convencional, a través de grúas en las zonas donde había acceso desde tierra o desde la isla temporal. Mientras que en la zona central se llevó a cabo mediante un lanzador de vigas, compuesto de grúa pluma que facilitó el movimiento de los castilletes que hacían de soporte.
Además, se optimizó el espacio entre las pilas para garantizar las normas medioambientales en el proceso constructivo. También se llevó a cabo un estudio para analizar y reducir las posibles implicaciones hidráulicas y medioambientales del uso de algunas herramientas como las bermas temporales.
Puente sobre el canal de Beauharnois
Este puente, que cruza el canal de navegación, la presa de Beauharnois y la vía marítima de San Lorenzo, mide 2,5 km. de longitud y está constituido por dos tableros, uno por calzada, de unos 14 metros de anchura y tres carriles de circulación cada uno. De su trazado, 1.500 metros fluyen sobre el agua y el resto lo hacen sobre tierra.
El proceso constructivo del puente varió según el tramo. Para las partes que discurren por tierra, se usaron tableros de vigas prefabricadas de hormigón de 45 metros; mientras que en los tramos sobre el agua, se prefirieron tableros mixtos de acero y hormigón con grandes vanos de 82 metros de longitud y un vano de 150 metros sobre el canal de navegación. Con el objetivo de reducir los impactos medioambientales durante la construcción del puente, se tuvo en cuenta el ecosistema marino del canal. Además, los encepados que se dispusieron por encima del nivel del agua permiten una protección eficiente contra las cargas de hielo que se forman en el duro invierno canadiense.
Por todo ello, el puente sobre el canal de Beauharnois se ha convertido en uno de los referentes mundiales en la construcción de puentes.
El puente fue premiado en la categoría de obra civil en el Premio ACHE, que otorga la Asociación Científico-Técnica del Hormigón Estructural.

## Elogios y premios
Varias personalidades han elogiado el proyecto. Entre ellas, el exprimer ministro canadiense, Stephen Harper, quien destacó que el plan “producirá resultados reales en el sector del transporte que traerán beneficios a los canadienses. Este nuevo tramo en la zona sur permitirá el desarrollo de mercados en la zona metropolitana y en Montérégie, además de facilitar el acceso a los mercados de Ontario, las provincias marítimas y de los Estados Unidos. La reducción de la congestión del tráfico en el área metropolitana de Montreal y la reducción de emisión de gases contaminantes constituye uno de los principales puntos en la estrategia para mejorar la calidad del aire y la salud de los canadienses”.
Algunos de los premios que la obra ha conseguido han sido:
- North America Deal of the Year (2008)
- Gold Award. The Canadian Council for Public-Private Partnerships (2008)
- Armatura. Instituto del Acero Corrugado de Quebec – Acelor Mittal (2013)
- Premios Distinción e Infraestructuras. Asociación Quebequesa de Transportes (AQTr) – Sociedad de Seguros del Automóvil de Quebec, SAAQ. (2013).
- Premio Internacional de Obra Pública Agustín de Betancourt. Colegio de Ingenieros de Caminos, Canales y Puertos y Fundación Caminos. (2015)

Mientras que el puente sobre el canal de Beauharnois en solitario ha logrado los siguientes galardones:
- Mejor diseño en puentes. Instituto Canadiense de Construcción en Acero.
- Mejor puente. Asociación Científico-Técnica del Hormigón Estructural, ACHE. (2013)

## Galería de imágenes
|                                       |
| Quebec Autoroute 30 - Autoroute 20 WB |

|                                      |
| Puente sobre el canal de Beauharnois |

|                                      |
| Puente sobre el canal de Beauharnois |

|                                  |
| Túnel bajo el canal de Soulanges |

|                                  |
| Túnel bajo el canal de Soulanges |